# Stadtwerke Singen
Die Stadtwerke Singen sind der örtliche Wasserversorger der Stadt Singen. Außerdem sind sie der Betreiber des Stadtbusses in Singen.

Die Stadtwerke Singen sind ein Eigenbetrieb der Stadt Singen. Gegründet wurden die Stadtwerke im Jahre 1966.

Zusätzlich betreiben die Stadtwerke Singen die Parkhäuser "Heinrich-Weber-Platz" (354 Stellplätze), "HBH Kliniken" (348 Stellplätze) und die Tiefgarage "Stadthalle" (201 Stellplätze).
Weitere Geschäftsfelder der Stadtwerke Singen sind:
- Trinkwasserversorgung
- Abwasserentsorgung
- Abfallentsorgung
- Wertstoffentsorgung
- Energieerzeugung
- Straßenbeleuchtung

## Geschichte
Im Jahre 1898 wurde mit dem Bau Ortskanalisation in der Hauptstraße von Singen begonnen. Schon fünf Jahre später mit Kauf der Bitzenquelle in Ehingen begann die Singener Wasserversorgung. Erst 1962 wurde der Hochbehälter Hohentwiel gebaut. Noch im gleichen Jahre wurde der Stadtlinienverkehr mit Bussen aufgenommen. 1966 gründete die Stadt Singen den Eigenbetrieb Stadtwerke mit Wasserwerk und Verkehrsbetrieben. Im Jahre 1981 wurde der Hochbehälter Buchberg gebaut. 1998 wurde der Seehashaltepunkts Industriegebiet in Betrieb genommen. Im Jahre 2004 übernahmen die Stadtwerke das städtische Parkhauses Heinrich-Weber Platz mit 354 Stellplätzen. Am 1. Juli 2006 startete eine neue Stadtbuslinie in Partnerschaft mit dem Südbadenbus. Im Jahre 2007 wurde die neue Tiefgarage Stadthalle mit 201 Stellplätzen fertiggestellt. 2011 begann man mit der Einrichtung von Photovoltaikanlagen auf kommunalen Dächern. Erst 2012 wurde die Straßenbeleuchtung in Singen übernommen. Ein Jahr später (2013) wurde das neue Parkhauses "HBH Kliniken" mit 348 Stellplätzen fertiggestellt.

## Geschäftsfeld Verkehr

### Öffentlicher Personennahverkehr / Stadtbus Singen
Folgende Linien befährt der Stadtbus Singen:
- Linie 1: Bahnhof - Erzbergerstr. - Anton-Bruckner-Str. - Max-Porzig Str.
- Linie 2: Bahnhof - Erzbergerstr. - Liebfrauenkirche - Hohenhewenstr. - Feldbergstr.
- Linie 3: Bahnhof - Kreuzensteinstr. - Am Posthalterswädle - Feldbergstr.
- Linie 4: Bahnhof - Rielasinger Str. - Georg-Fischer-Str. - Freiburger Str. (- Konstanzer Str.)
- Linie 5: Bahnhof - Rielasinger Str. - Worblinger Str. - Berliner Platz
- Linie 6: Bahnhof - Güterstr. - Steißlinger Str. - Masurenstr. - Berliner Platz
- Linie 7: Bahnhof - Bf Industriegebiet - Überlingen/R. - Bohlingen
- Linie 8: Bahnhof - Rathaus/Stadthalle - Hohentwiel Infozentrum
- Linie 9: Bahnhof - Hausen a.d.A. - Schlatt u. Kr.
- Linie 10: Bahnhof - Kreuzensteinstr. - Hohentwielstadion - Alu - Praxedisplatz - Klinikum - Friedhof

Außerdem sind die Stadtwerke Singen verantwortlich für das Anruf-Sammel-Taxi (AST) Singen.

### Sonstige Verkehrsbereiche
Neben der Zuständigkeit für die Parkhäuser gehören auch die Industriegleise und die beiden Bahnhöfe "Landesgartenschau" und "Industriegebiet" in deren Bereich.

Diese Haltepunkte verknüpfen die Singener Weststadt, das Hegauklinikum sowie das Singener Industriegebiet im Osten der Stadt mit dem Schienennetz der DB AG.

## Ver- und Entsorgung
Neben der Trinkwasserversorgung gehören auch die Abfall- und Abwasserentsorgung zu den Aufgaben der Stadtwerke Singen.

### Daten und Fakten Wasserversorgung und Abwasser 2017
Wasser-Versorgung:
- Wasserabgabe: 2,77 Mio. m³
- Quellen: 2
- Brunnen: 9
- Rohrnetzlänge: 235 km
- Anzahl der Hydranten: 1.139

Abwasser-Entsorgung:
- Abwassermengen: 3,26 Mio. m³
- Kanallänge: 252 km
- Regenbecken: 30

### Daten und Fakten Abfallentsorgung
Abfall der Wirtschaft:
- Restmüll: 5.399 t/a
- Sperrmüll (inkl. Holz): 2.111 t/a
- Biomüll: 4.946 t/a
- PPK: 3.249 t/a
- DSD-Glas: 1.318 t/a
- DSD-LVP: 1.227 t/a

### Daten und Fakten Straßenbeleuchtung
Straßenbeleuchtung
Gesamtanzahl der Laterne: 6.487
Anzahl der LED-Laternen: 6.000

### Daten und Fakten Energieerzeugung
Photovoltaikanlagen:
Leistung Bruderhofschule: 90,05 kWp
Leistung Pestalozzischule: 110,45 kWp